# Сайылык (Кобяйский улус)
Сайылы́к (якут. Сайылык) — село в Кобяйском улусе Республики Саха (Якутия) России. Административный центр и единственный населённый пункт Мукучунского наслега.

## География
Село находится в центральной части Якутии, в пределах Центральноякутской низменности, на западном берегу озера Унардах, на расстоянии примерно 177 км (по прямой) к западу от посёлка Сангар, административного центра улуса.
Абсолютная высота — 92 м над уровнем моря.
Климат
Климат характеризуется как резко континентальный, с продолжительной морозной зимой и коротким летом. Средняя температура воздуха самого тёплого месяца (июля) составляет 10 °C; самого холодного (января) — −40 °C. Среднегодовое количество атмосферных осадков составляет 200—250 мм. Снежный покров держится в течение 205—215 дней в году.
Часовой пояс
Село Сайылык находится в часовой зоне МСК+6. Смещение применяемого времени относительно UTC составляет +9:00.

## История
Согласно Закону Республики Саха (Якутия) от 30 ноября 2004 года N 173-З N 353-III село вошло в образованное муниципальное образование Мукучунский наслег.

## Население
| 1989  | 2002  | 2010  | 2012  | 2013  | 2014  | 2015  |
| ----- | ----- | ----- | ----- | ----- | ----- | ----- |
| 1200  | ↘1156 | ↗1221 | →1221 | ↘1197 | ↘1182 | ↗1183 |
| 2016  | 2017  | 2018  | 2019  | 2020  | 2021  |       |
| ↘1172 | ↘1149 | ↘1144 | ↘1124 | →1124 | ↗1128 |       |

Половой состав
По данным Всероссийской переписи населения 2010 года, в гендерной структуре населения мужчины составляли 49 %, женщины — соответственно 51 %.
Национальный состав
Согласно результатам переписи 2002 года, в национальной структуре населения якуты составляли 99 % из 1156 чел.

## Улицы
| - ул. А. Егорова, - ул. Гинзбурга, - ул. Кралина, - ул. Октябрьская, | - ул. Онопрова, - ул. Парковая, - ул. Саввинова, - ул. Советская. |